# Худиківці
Худи́ківці — село в Україні, у Мельнице-Подільській селищній громаді Чортківського району Тернопільської області. Розташоване на річці Дністер, на півдні району.
Населення — 632 особи (2014).
На околиці села є Худиківське відслонення нижньокрейдових відкладів.

## Географія
Село розташоване на відстані 376 км від Києва, 111 км — від обласного центру міста Тернополя та 21 км від  міста Борщів.
До села приєднаний хутір Колонія, належав хутір Під Лісом. Хутір Колонія розташований за 2 км на північ від села. У березні 1949 року на хуторі було 17 дворів (68 осіб); у лютому 1952 р. – 13 дворів (62 особи). Хутір був залишений для обслуговування тваринницької ферми колгоспу.
Під Лісом — хутір, приєднаний до села Худиківці. Розташований за 4 км на північ від нього. У 1951 році на хуторі було 2 двори (6 осіб); тоді ж хутір вилучений із облікових даних у зв’язку з переселенням жителів у Худиківці.

## Історія
На території села знайдено кістки мамонта, залишки давніх городищ та поховань.
Відоме з 15 століття. Перша письмова згадка – 1410 рік. М. Крищук пов'язує назву села з прізвищем Худик (Худиковський).
Протягом 19 століття і до початку Другої світової війни селом володіли графи Лянцкоронські. Селяни здавна займалися переважно землеробством і тваринництвом.
Діяли «Просвіта», «Луг», «Сільський господар» та інші товариства, кооператива.
Під час повеней 1941 і 2008 село було практично повністю затоплене.
До 2015 було центром Худиківської сільської ради. Від вересня 2015 року ввійшло у склад Мельнице-Подільської селищної громади.
12 червня 2020 року, відповідно до розпорядження Кабінету Міністрів України № 724-р «Про визначення адміністративних центрів та затвердження територій територіальних громад Тернопільської області» увійшло до складу Мельнице-Подільської селищної громади.
19 липня 2020 року, в результаті адміністративно-територіальної реформи та ліквідації Борщівського району, село увійшло до складу Тернопільського району.

## Населення
У 1810 році в селі було 108 родин, 103 житлових будинки і 511 мешканців.
Згідно з переписом УРСР 1989 року чисельність наявного населення села становила 808 осіб, з яких 348 чоловіків та 460 жінок.
За переписом населення України 2001 року в селі мешкала 691 особа.

### Мова
Розподіл населення за рідною мовою за даними перепису 2001 року:
| Мова       | Відсоток |
| ---------- | -------- |
| українська | 99,14 %  |
| російська  | 0,72 %   |
| молдовська | 0,14 %   |

Село розташоване на території наддністрянського (опільського) говору. До «Наддністрянського реґіонального словника» внесено такі слова та фразеологізми, вживані у Худиківцях:
- а-ціба («уживають, щоб відігнати собаку»),
- билинь («коротка частина ціпа, якою молотять»),
- біль («білий гриб; біляк»),
- бодляк («будяк»),
- бохончик, бохонец («буханець хліба»),
- бубнист, бубніст («бубняр»),
- бунт («кілька низок (шарів) тютюну, зв'язаних докупи»),
- бусько («лелека»),
- возівня («приміщення для воза»),
- галимбец («молочний суп із кукурудзяного борошна»),
- галунка («крашанка»),
- головка («маточина; середня частина колеса»),
- горн («комин печі у хаті»),
- ґарґоню («жоржина»),
- добинька («довбня; колода, на якій рубають дрова»),
- замисник («полиця для посуду; мисник»),
- кантапуня («рогатка»),
- каравишня («сорт великих вишень»),
- кічка («передня чи задня частина воза»),
- корито («ночви»),
- коцювилно («держак»),
- лівак («шульга»),
- марциз («нарцис»),
- під («горище над хатою»),
- повонея («півонія»),
- постіль («ліжко»),
- прунькє («сорт великих червоних слив»),
- таркатий («рябий, плямистий, про бика чи корову»),
- трачиня («тирса»),
- трепета («осика»),
- трунво («труна»),
- цвігай («ситник, оситняк»),
- цимбаліста («той, хто грає на цимбалах»),
- шараґі («козел для різання дров»),
- швара («низка тютюну»).

## Економіка
У селі є торговельний заклад.
1880 року у власності поміщика було: орної землі – 427, луків і городів – 232, пасовиськ – 29, лісів – 79 морґів. У власності селян: орної землі – 713, луків і городів – 123, пасовиськ – 25 морґів.
Відомо, що 1925 року працював млин власника Можема Шехтера.

## Освіта
Працюють ЗОШ 1-2 ступ., бібліотека.
Перша школа збудована у 1880 році, нині у цьому приміщенні функціонує сільська рада.

## Культура
У 2002 році під час пожежі згорів сільський клуб.
Худиківці здавна славилися вишивками й ткацтвом.

## Охорона здоров'я
У селі є ФАП.

## Пам'ятки
Є церква святої Параскеви Терновської (1702), капличка (1998).
Споруджено пам'ятник воїнам-односельцям, полеглим у німецько-радянській війні (1965), встановлено пам'ятний хрест воякам УПА (1992).

## Відомі люди

### Народилися
- лірник-співак Й. Ковдраш.
- Берник Мирон Степанович (22 вересня 1944) — електромонтер, громадський діяч. Депутат Тернопільської обласної ради 4-го скликання (від 2002). Закінчив Кам'янець-Подільський індустріальний технікум. Від 1980 працює електромонтером Борщівського району електромереж. Від 1996 — голова районної організації НРУ[8].

## Світлини

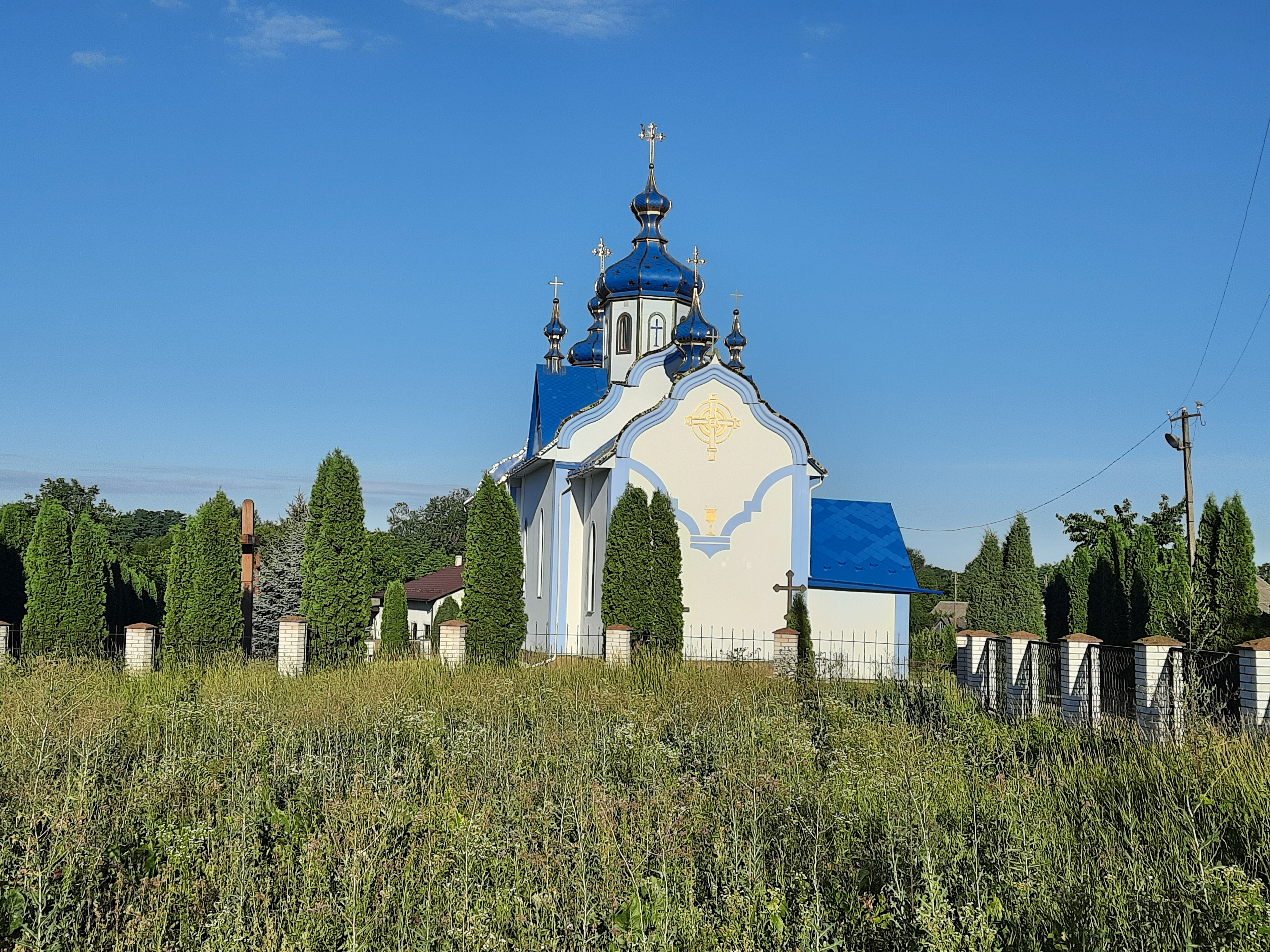
Церква Святої Параскевії (1702 р)
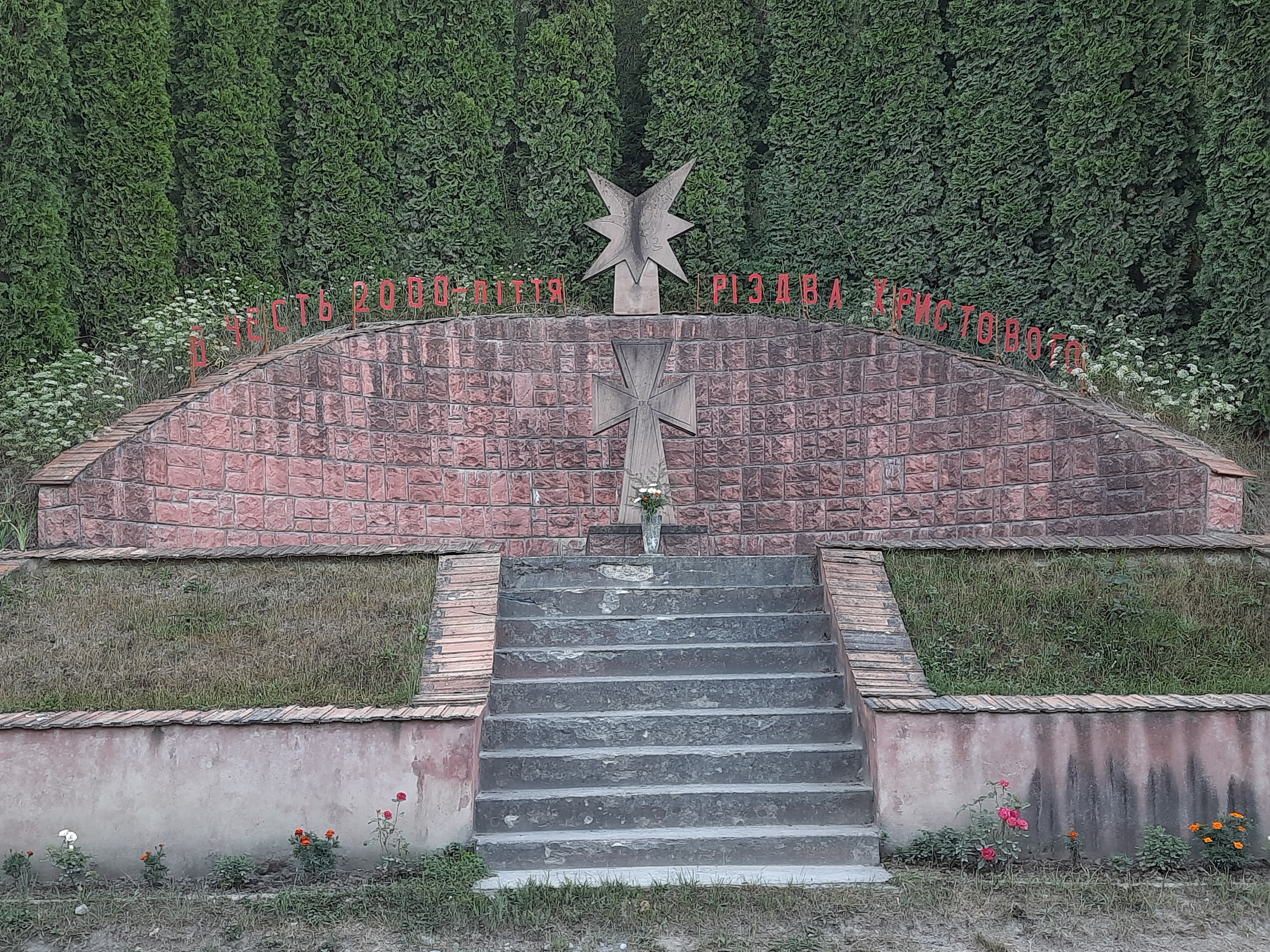
Пам'ятний знак з нагоди 2000 - ліття Різдва Христового
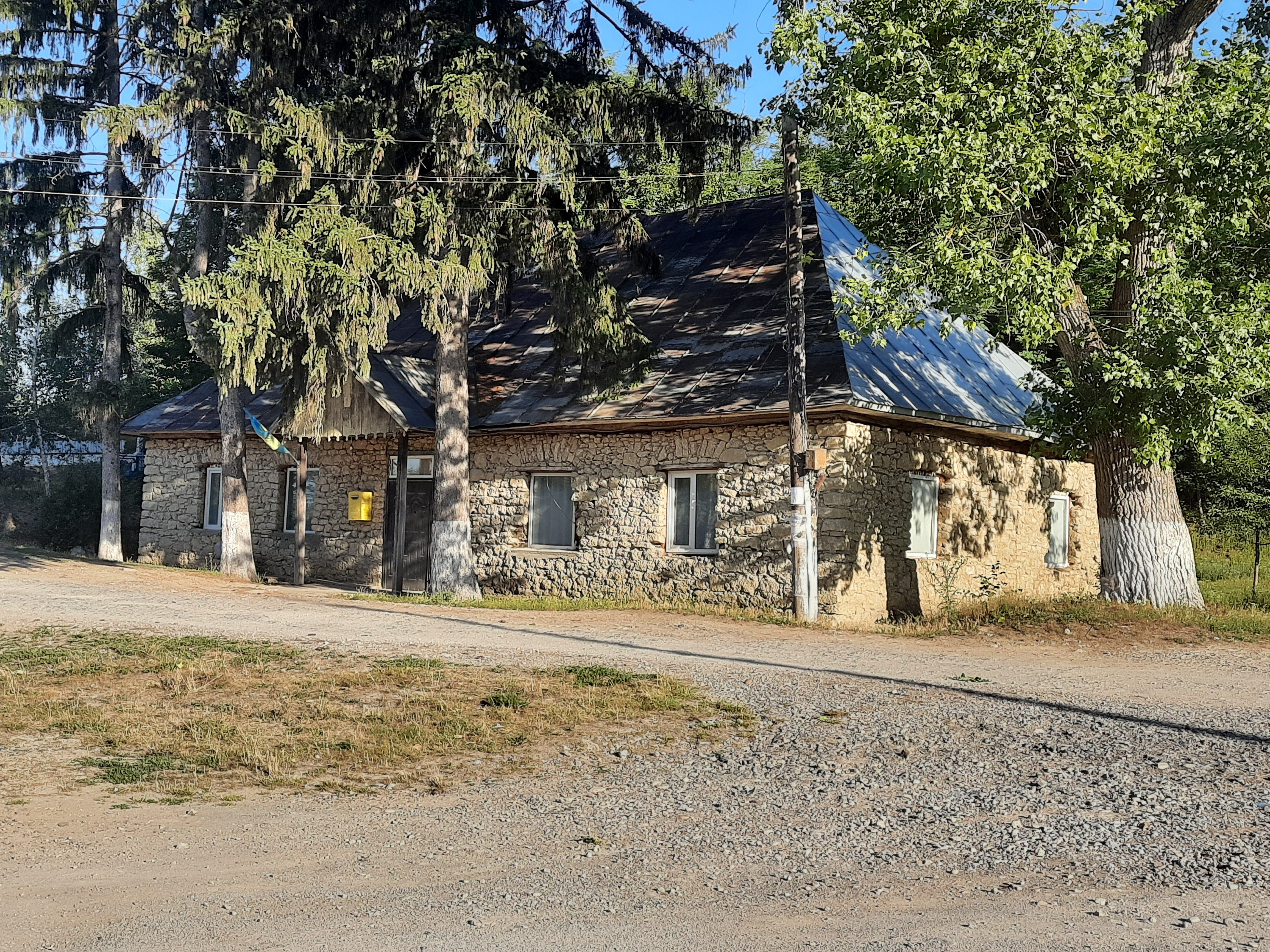
Кам'яна будівля в центрі